# Bulbophyllum sarcoscapum
Bulbophyllum sarcoscapum é uma espécie de orquídea (família Orchidaceae) pertencente ao gênero Bulbophyllum. Foi descrita por Johannes Elias Teijsmann e Simon Binnendijk em 1867.